# خلیهن ولد الرشید
خلیهن ولد الرشید (عربی: خلیهن ولد الرشید؛ زادهٔ ۱۹۵۱) یک سیاست‌مدار اهل مراکش است.